# Полевой (Могилёвская область)
Полевой — посёлок в составе Заводскослободского сельсовета Могилёвского района Могилёвской области Республики Беларусь.

## Географическое положение
Ближайшие населённые пункты: Заводская Слобода, Малое Хоново